# Copitarsia decolora
Copitarsia decolora är en fjärilsart som beskrevs av Achille Guenée 1852. Copitarsia decolora ingår i släktet Copitarsia och familjen nattflyn. Inga underarter finns listade i Catalogue of Life.